# La casa verde
La casa verde (1966) es la segunda novela del escritor peruano Mario Vargas Llosa. La novela se caracteriza por la asimilación de las nuevas técnicas narrativas de autores europeos y estadounidenses desarrolladas a lo largo de la primera mitad del siglo XX. La obra fue acreedora del Premio Rómulo Gallegos.

## Escenarios

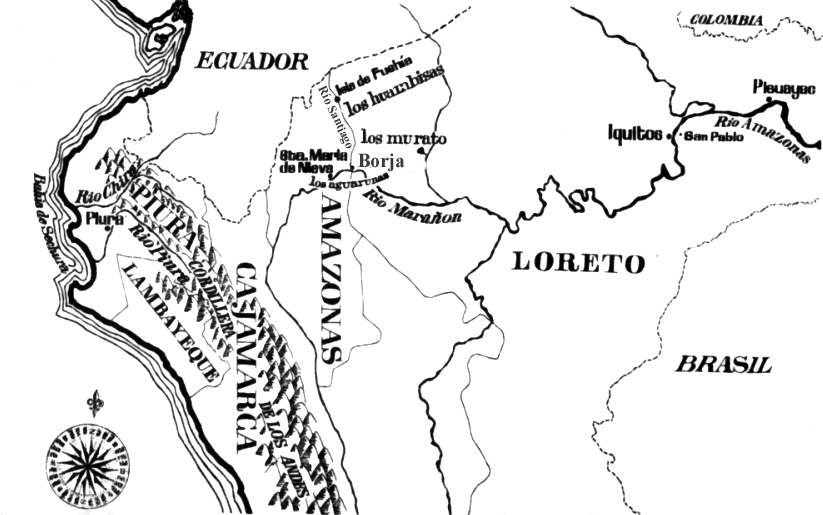
Mapa del norte peruano, donde se desenvuelven las historias de la novela.

La acción de la novela transcurre entre dos escenarios, separados entre sí por muchos kilómetros: la ciudad de Piura (situada en el desierto de la costa norte peruana), y la selva amazónica peruana, principalmente en el poblado de Santa María de Nieva, sede de una misión religiosa española así como de un puesto de la Guardia Civil. Otros escenarios selváticos son Iquitos, la principal ciudad del oriente peruano, y Borja, sede de un destacamento del ejército peruano. Los nervios de aquel mundo selvático son los ríos caudalosos e imponentes: el Marañón, el Amazonas y sus afluentes.

## Argumento
En esta novela confluyen muchas historias que, espacial y temporalmente, se entrecruzan, se complementan y se enriquecen mutuamente, sin embargo, es posible distinguir tres historias “base”: la de Don Anselmo, la del Sargento Lituma y la del bandido Fushía.
Don Anselmo es un forastero que funda un prostíbulo en Piura, conocido como “La Casa Verde”. Ante ello el cura García, junto con otros “guardianes de la moral” de la ciudad inician una lucha frontal contra el “antro de perversión”, al cual terminan por incendiar. Don Anselmo cae en la miseria y se dedica a tocar el arpa en las cantinas. Años después, su hija, apodada “La Chunga”, funda otra casa-burdel al cual bautiza con el mismo nombre de la anterior.
Lituma es un piurano o mangache más que frecuenta la Casa Verde (la regentada por La Chunga), junto con sus amigos, tipos vagos y vividores como él, apodados “los Inconquistables”. Tiempo después se enrola en la Guardia Civil, fungiendo de sargento en el poblado selvático de Santa María de Nieva. Allí conoce a Bonifacia o “La Selvática”, una chica lugareña de ascendencia aguaruna, con quien se casa y regresa a Piura. Pero al reunirse de nuevo con sus amigos “inconquistables”, recae en las andadas y termina por ser encarcelado, mientras su esposa se prostituye en la Casa Verde. Al salir de prisión, Lituma no solo no hace nada para rescatar a su esposa, sino que junto con sus amigos empieza a vivir a expensas de ella.
Fushía es un contrabandista de origen brasileño-japonés, quien junto con una muchacha iquiteña llamada Lalita, se instala en una isla del río Santiago, cerca a la frontera con Ecuador, donde se dedica a robar mercaderías a las tribus vecinas. Le ayuda su fiel amigo Aquilino, quien se encarga de llevarle dinero y víveres a cambio de las mercaderías robadas. Pero empieza a maltratar a Lalita y esta huye junto con otro prófugo, el práctico Adrián Nieves; desertor del Ejército. Solitario y víctima de lepra, Fushía es trasladado por su amigo Aquilino al leprosorio de San Pablo, cerca de Iquitos.

## Sinopsis de la obra

### Historia de Don Anselmo o El Arpista

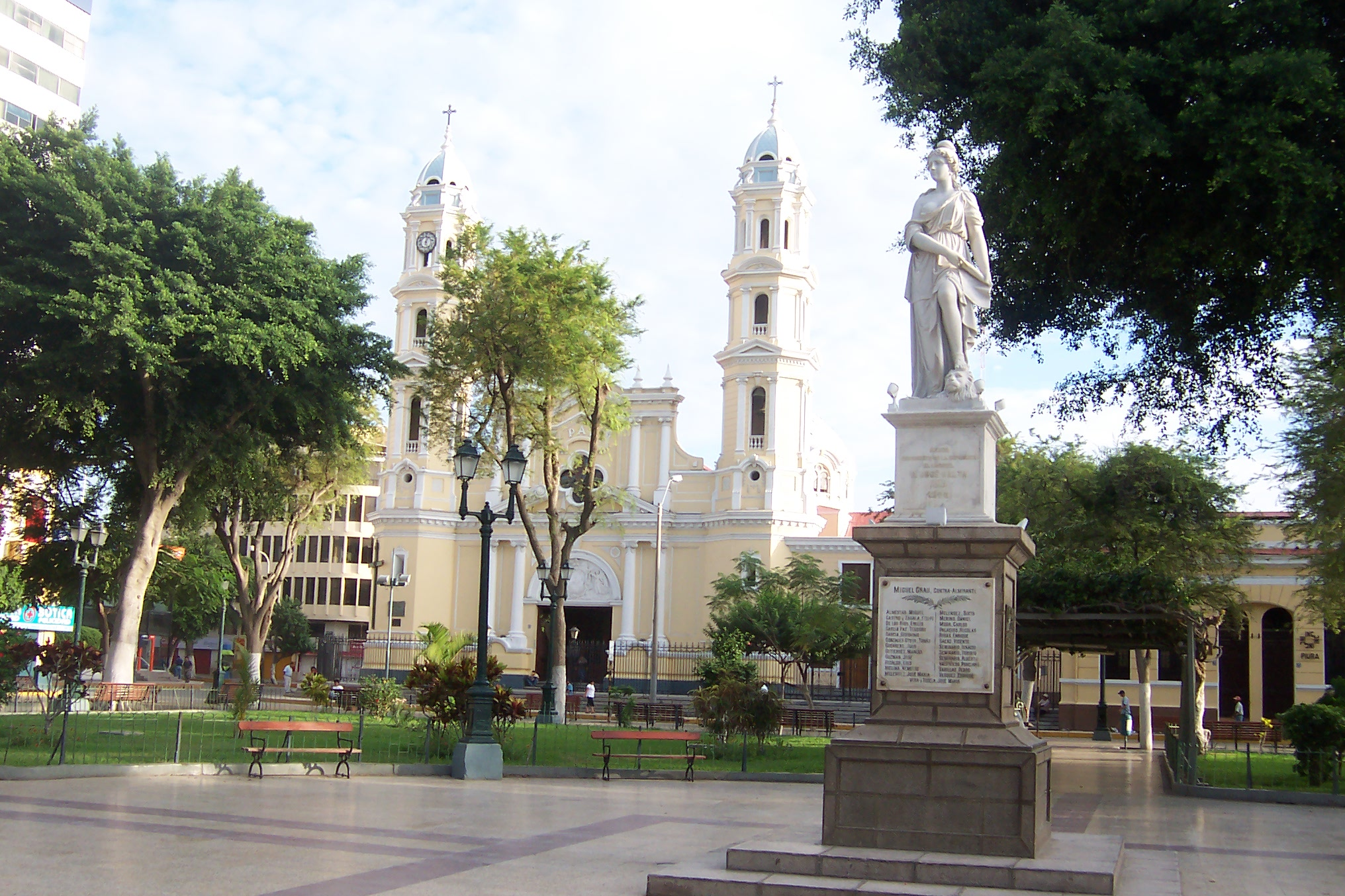
Plaza de Armas de Piura

O mejor podríamos llamarla la “historia de la Casa Verde”. Transponiendo los médanos montado en un asno, aparece un día en Piura un misterioso forastero de oscuro origen. Nadie sabe quién es ni de dónde viene. Un día, sorprende a los pobladores de la zona, sobre todo a los habitantes de la Mangachería (barrio marginal de Piura), al comprar un terreno en pleno arenal, donde piensa edificar una casa. Desoyendo los consejos de la gente, don Anselmo ("este es el nombre del enigmático personaje, quien afirmaba ser peruano"), levanta la casa y la pinta totalmente de color verde. Obviamente la casa resulta extraña por su color, y no menos extraña por la disposición de sus habitaciones. Un espacioso salón en el piso de abajo y seis cuartos minúsculos en el de arriba. Ello aumenta la expectativa de los pobladores. 
Para implementar aquel misterioso ambiente, llegan media docena de camas, seis lavabos, seis espejos y seis bacinicas. Las sospechas en el pueblo aumentan cada vez más; tanto es así que el Padre García expresa en la misa de un domingo, que una agresión moral se cierne sobre la ciudad. Empiezan a llegar las mujeres o trabajadoras sexuales (llamadas “las habitantas”), y don Anselmo se enriquece y se pasea orgulloso por el pueblo. Pese a las críticas del cura, las actividades en la "Casa Verde", convertida en burdel, continúan. En esta parte de la novela empiezan los contrastes. Llega al pueblo Antonia, una niña e hija de unos viajeros asesinados por bandidos una mañana en las dunas. Tendida sobre la arena es encontrada moribunda con la lengua y los ojos arrancados por los buitres. Esta hija de la desgracia centra la atención del pueblo. Todos la miran y algunas veces la compadecen. 
Una lavandera, Juana Baura, la acoge y la cría como si fuera su hija en el barrio de la Gallinacera, hasta que un día la Antonia o “La Toñita”, ya adolescente, desaparece misteriosamente. La gente se conmueve de tal hecho. Tiempo después se enterarían que había sido raptada por don Anselmo, quien, enamorado de ella, la instala en un hediondo cuarto privado del burdel, situado en el piso superior (llamada “la Torre”), donde alternativamente la ama y la viola, quedando Antonia embarazada. Al momento del alumbramiento y a pesar de las medidas de emergencia tomadas por el doctor Pedro Zeballos, la mujer muere en el parto, pero la niña recién nacida se salva. La gente se entera al fin del oscuro secreto de don Anselmo y durante el sepelio de Antonia la ira estalla incontenible. El cura García instiga al pueblo a acabar de una vez con el antro de la perversión.
Una muchedumbre enardecida se dirige, portando antorchas, hacia la "Casa Verde", la cual es totalmente arrasada por el fuego. La gente intenta lapidar a don Anselmo, pero terminan perdonándolo, cuando lo ven emocionado abrazar a su hijita, rescatada de las llamas. La cólera popular se vuelve entonces contra el padre García, a quien desde entonces apodan como “el quemador”. De todos modos don Anselmo cae en la ruina; deja a la niña al cuidado de la lavandera Juana Baura (la misma que criara a la Antonia) y arrastra su miseria por tabernas, tocando su arpa en juergas noctámbulas. Pasan los años y la “Casa Verde” se convierte en leyenda, de la que solo los más viejos guardan un recuerdo directo. Con un grupo de músicos mangaches (el Bolas y el Joven Alejandro) don Anselmo, conocido ahora como “el arpista”, decide formar una orquesta. Una mujer, apodada la Chunga, reconstruye la "Casa Verde" y contrata a don Anselmo y a sus músicos para que animen su local. 
La Chunga es nada menos que la hija de don Anselmo, la misma que recién nacida fuera salvada del incendio de la primera “Casa Verde”. En el epílogo muere don Anselmo, en el local de la Chunga, pero antes confluyen allí el doctor Zevallos y el Padre García para asistirlo en sus últimos instantes. En la conversación que sostienen ambos personajes, esclarecen al lector la muerte de la ciega Antonia durante el parto y el nacimiento de la Chunga en pleno prostíbulo. El padre García administra los últimos sacramentos a don Anselmo y acepta celebrar la misa del sepelio.

### Historia de Lituma o el Sargento

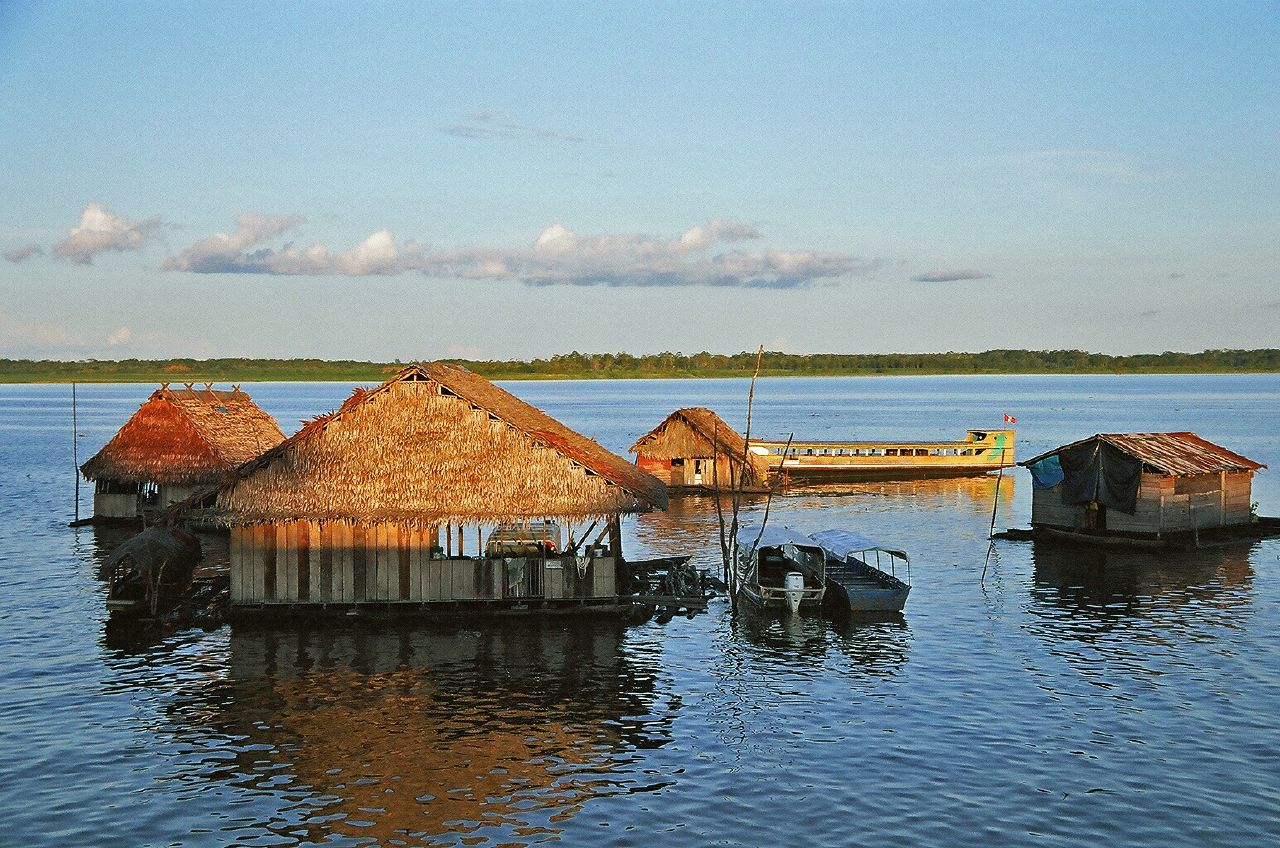
Casas flotantes en el río Amazonas

Lituma es un residente del barrio de la Mangachería, en Piura, y a lo largo de la narración es conocido también como el Sargento. Junto con tres amigos mangaches (Josefino Rojas y los primos de Lituma: José y el Mono) forma el grupo de los “inconquistables”, gente vividora, sin ideales ni metas concretas. Lituma se enrola en la policía y parte a la selva, donde funge como Sargento en el recién creado puesto de la Guardia Civil del poblado de Santa María de Nieva, situado en el Alto Marañón (Amazonas). Allí también se hallaba una misión de religiosas españolas, que “reclutaban pupilas” de los pueblos nativos para internarlas en un convento y “civilizarlas”. Una de dichas pupilas es Bonifacia, cuya historia, entrelazada con la de Lituma, conforma otro núcleo argumental del relato. 
Niña aún, Bonifacia había sido secuestrada de su tribu, los aguarunas, cuando una patrulla del Ejército, dirigida por el gobernador don Julio Reátegui, incursiona en el territorio de dicha tribu para poner fin a una rebelión acaudillada por el jefe aguaruna Jum de Urakusa. Reátegui se encariña con la niña y la entrega a las madres españolas, quienes la acogen y la bautizan con el nombre de Bonifacia. Años después Reátegui vuelve para llevársela a fin de tomarla como empleada doméstica pero la muchacha prefiere quedarse con las madres aunque poco después es expulsada del convento, como castigo por dejar huir a un grupo de pupilas aguarunas recién venidas. 
Bonifacia consigue trabajo como sirvienta en la casa del práctico (guía) Adrián Nieves y su mujer, Lalita. El práctico Nieves era un desertor del ejército, de la guarnición acantonada en Borja, pero, aprovechando que nadie lo conocía en Nieva, es contratado como guía por la guardia civil. Precisamente es requerido para ayudar a los guardias a fin de encontrar a las pupilas fugitivas y así es como conoce al Sargento Lituma, de quien se hace amigo y lo invita a su casa. Lituma conoce a su vez a Bonifacia, de quien se enamora, y un día en que los Nieves se ausentan de su casa, la viola. Luego Lituma le propone matrimonio, contando con el apoyo de Lalita. Pero antes de realizarse la boda, Lituma es enviado a una misión junto con el Teniente de la guarnición de Borja, hacia la isla del río Santiago, situada cerca de la frontera con Ecuador, donde debían capturar a unos contrabandistas que se dedicaban a robar mercancías a las tribus vecinas. Solo logran capturar a uno de los bandidos, un individuo apodado Pantacha, que ya estaba completamente loco, mientras que el cabecilla de la banda (un tal Fushía, apodado “el japonés”) hacía tiempo que se había escapado. Suponen que el bandido ya había cruzado la frontera. 
De retorno a Nieva, Lituma contrae matrimonio con Bonifacia y se prepara para retornar a Piura, pero antes se le comisiona una última misión en la selva: arrestar al práctico Nieves, por desertor del ejército y por estar también involucrado con los bandidos, según informaciones obtenidas por la policía en el interrogatorio a Pantacha. Lituma trata de salvar a su amigo Nieves, aconsejándole que se internara en el monte, mientras que él diría que lo había perdido, pero Nieves prefiere entregarse a la justicia, para no llevar una permanente vida de fugitivo. Felicitado por sus servicios, Lituma por fin puede retornar a Piura, junto con su esposa, feliz con la idea de volver donde sus familiares y amigos de infancia. Por un tiempo la pareja vive tranquila en el barrio de la Mangachería, pero Lituma nuevamente frecuenta con sus amigos, los “inconquistables” y empieza a golpear a Bonifacia, a quien reprocha no querer adaptarse a la “civilización”. 
En una de sus frecuentes visitas a la “Casa Verde” (la administrada por la Chunga), Lituma se ve envuelto en una discusión con un iracundo hacendado apellidado Seminario, a raíz de la cual éste se mata de un disparo en la cabeza jugando a la “ruleta rusa”. Lituma es arrestado, trasladado a Lima y encarcelado, quedando Bonifacia desamparada. Algún tiempo después Lituma retorna a Piura y se entera de que durante su ausencia Bonifacia se había convertido en amante de uno de sus amigos, Josefino, quien la obliga a abortar el hijo que esperaba de Lituma; luego de esta penosa experiencia, Bonifacia había empezado a prostituirse en la “Casa Verde”, adoptando el apelativo de “la Selvática”. Furioso, Lituma propina a Josefino y a Bonifacia una paliza feroz, para finalmente aceptar resignado los hechos. Todos los “inconquistables” usufructúan del trabajo de “la Selvática”. En el epílogo, se encuentran todos cara a cara con el padre García, a raíz del sepelio de don Anselmo (el arpista). El cura les echa en cara su vida de vagos y parásitos. Los personajes de Lituma (el Sargento) y la Selvática (Bonifacia) son los personajes-puente de la obra, que participan en todas las historias, dando unidad a la novela.

### Historia de Fushía
Fushía es un contrabandista brasileño-japonés, que huye de Campo Grande (Mato Grosso, en el Brasil) hacia la selva peruana, y cuya historia, llena de aventuras, peleas, traiciones, crueldades y amores se va conociendo según avanza la narración, a través del relato que hace él mismo, ya viejo y enfermo, a su amigo Aquilino. 
Fushía es el prototipo del bandido cruel y sin escrúpulos. Llega primero a Moyobamba, donde recluta a Aquilino, un humilde aguatero con quien se dedica a traficar con las tribus indígenas, adquiriendo pieles y bolas de caucho a cambio de baratijas y utensilios domésticos. Luego se traslada a Iquitos, donde participa del tráfico ilícito de caucho que realiza el gobernador de Santa María de Nieva, don Julio Reátegui. Descubierto el negocio por la policía, toda la responsabilidad recae en Fushía, quien huye de la justicia, llevándose consigo a Lalita, una linda muchacha iquiteña de quien se había enamorado. Pero antes de internarse por los ríos de la selva, Fushía pide a don Julio una lancha con víveres, con la promesa de irse muy lejos y no delatarlo. 
Don Julio acepta darle todo a cambio de Lalita, a quien quería convertir en su amante. Fushía acepta el trato pero Lalita lo alcanza justo cuando ya partía en la lancha, burlando así a don Julio. Tras una larga y penosa navegación por la Amazonía la pareja llega a una isla del río Santiago, cerca de la frontera con Ecuador, en donde se establecen y con la ayuda de los huambisas se dedican a robar caucho y pieles de animales a las otras tribus nativas de los contornos: los achuales, los muratos, los shapras y los aguarunas. Se suman en tal labor otros dos fugitivos: el serrano Pantacha y el práctico Nieves, el recluta que desertara del ejército, hastiado de la vida severa en la guarnición de Borja. También recala por un tiempo en la isla el aguaruna Jum, el mismo de la rebelión de Urakusa anteriormente mencionada, quien ayuda a Fushía convenciendo a los indígenas a entregar sus mercancías sin violencia. 
Cada cierto tiempo Aquilino llega a visitarlos para intercambiar la mercadería robada por víveres y dinero. Fushia tiene un hijo con Lalita, a quien llama Aquilino, en honor al fiel amigo, pero empieza a maltratar a su esposa y no tiene tampoco reparos en llevar a su cabaña a nativas selváticas cautivas con quienes tiene relaciones sexuales ante la vista de su mujer. Pero tal prepotencia y abuso tiene al fin su retribución: Fushía empieza a decaer físicamente y desarrolla lepra que le hace perder su virilidad  y exhalar un olor insoportable. Hastiada de tal vida, Lalita abandona a Fushía, llevándose a su hijo y fugándose con el práctico Nieves, con quien se instala en Santa María de Nieva, empezando una nueva vida (allí es donde conocen a Lituma, según lo relatado anteriormente). 
Fushía, viejo y enfermo, termina abandonado por todos y solo le recuerda el fiel Aquilino, quien lo convence a dejar la isla, llevándolo en su lancha rumbo a San Pablo, un albergue de leprosos situado al otro lado de Iquitos. En el transcurso de la larga y penosa navegación por el Amazonas, Fushía cuenta los pormenores de su aventurera vida a Aquilino. Cuando meses después las fuerzas del orden llegan a la isla de río Santiago, solo encuentran a Pantacha, tirado en la playa y narcotizado. Suponen que Fushía ya había cruzado la frontera y dejan de buscarlo. En el epílogo, Fushia es visitado por Aquilino en el albergue, después de mucho tiempo, y entre otras cosas, se entera de la vida de Lalita: ella, tras el arresto del práctico Nieves, se había vuelto a casar, esta vez con el guardia civil Huambachano, apodado "el Pesado", con quien tuvo varios hijos. Estaba ya irreconocible, se había puesto muy gorda. Su hijo mayor, el pequeño Aquilino, ya era un joven que trabajaba en el muelle de Iquitos. Fushía no parece muy feliz con las noticias de su amigo y se sume en una profunda melancolía. Aquilino promete volver a visitarlo el próximo año, pero Fushía cree que no volverá más a verlo.

## Estructura
La novela está dividida en cuatro capítulos y un epílogo. Cada una de estas cinco secciones se inicia con una especie de prólogo o narración flotante, para luego dar paso a subcapítulos rotulados con números romanos, cuyo número varía entre tres y cuatro, distribuyéndose de esta manera:
- Capítulo Uno: I, II, III y IV

- Capítulo Dos: I, II y III

- Capítulo Tres: I, II, III y IV

- Capítulo Cuatro: I, II y III

- Epílogo: I, II, III y IV.

A la vez, cada uno de los subcapítulos está conformado por entre 4 y 5 unidades narrativas (una sola en las correspondientes al Epílogo), que se distinguen gráficamente al estar separadas por espacios en blanco y con las dos o tres primeras palabras iniciales escritas en mayúsculas (esta última característica corresponde a la edición príncipe; otras ediciones posteriores no la tienen).
Dichas unidades narrativas corresponden a cinco núcleos argumentales que se van desarrollando a lo largo de la novela. Para esquematizar los señalaremos con las letras del alfabeto:
A.- Se desarrolla en Santa María de Nieva, sede de una misión de religiosas españolas y de un puesto de la Guardia Civil (policía). En el convento de la misión son acogidas niñas indígenas para evangelizarlas y “civilizarlas”. Entre dichas pupilas se encuentra Bonifacia, quien tras ser expulsada del convento, se casa con el Sargento Lituma, de la Guardia Civil.
B.- Corresponde a la historia del bandido Fushía, un brasileño de origen japonés, que tiene su centro de operaciones en una islita del río Santiago.
C.- Es la historia de Don Anselmo y la “Casa Verde”, burdel de Piura, historia que se prolonga en un espacio de 40 años.
D.- Tiene su centro de referencia la guarnición militar de Borja, en la Amazonía, cuyas fuerzas son solicitadas por las autoridades para reprimir a los nativos encabezados por el aguaruna Jum. Uno de los reclutas, el práctico Adrián Nieves, deserta y termina recalando en la isla de Fushía. Los militares actúan en coordinación con la Guardia Civil de Nieva.
E.- La acción se desarrolla en la Mangachería, barrio bravo de Piura, en torno a las andanzas de los “inconquistables”, con el Sargento Lituma a la cabeza. Su canto triunfal era: "Somos los Inconquistables, no sabemos trabajar, sólo chupar, sólo timbear, somos los Inconquistables y ahora vamos a culear".
Estas historias se distribuyen a lo largo de la novela del siguiente modo:
Capítulo Uno: 
“Prólogo” (A), I (A-B-C-D-E), II (A-B-C-D-E), III (A-B-C-D-E) y IV (A-B-C-D-E)
Capítulo Dos: 
“Prólogo” (A), I (A-B-C-D-E), II (A-B-C-D-E) y III (A-B-C-D-E)
Capítulo Tres: 
“Prólogo” (D), I (A-B-C-E), II (A-B-C-E), III (A-B-C-E) y IV (A-B-C-E)
Capítulo Cuatro: 
“Prólogo” (B), I (A-B-C-E), II (A-B-C-E) y III (A-B-C-E)
Epílogo:
“Prólogo” (A), I (B), II (C), III (D) y IV (C/E).
La edición príncipe contaba además con un mapa del escenario de los sucesos de la novela: es decir todo el norte peruano, desde Piura en la costa hasta la selva amazónica repartida entre los departamentos de Amazonas y Loreto. No todas las ediciones posteriores incluyen dicho mapa.

## Personajes

### Principales
- Don Anselmo o El Arpista: aparece un día en Piura, donde se radica para no salir más de ahí. Parece ser un personaje que está más allá del tiempo, pues nadie sabe nada de su pasado y él no parece tener proyectos a futuro. Sin embargo, sorprende a todos creando un burdel en las afueras de la ciudad, al que bautizan como la “Casa Verde”. Es odiado por los sectores conservadores de la ciudad, a la cabeza de los cuales se halla el padre García. Otros lo respetan y lo frecuentan solo por su riqueza. Don Anselmo es el prototipo del empresario hábil y sin escrúpulos que hace dinero a expensas de los bajos instintos de los hombres. Quizás el único momento puro de su vida sea su amor por Antonia, la niña ciega; pero la muerte de esta, durante el parto, seguido del incendio de la “Casa Verde” detiene absolutamente todo, y para don Anselmo ya sólo existe el recuerdo de ese instante crucial de su vida. Termina sus días trabajando como músico en locales de ínfimo nivel. "Es el hombre de un solo sitio, sin pasado y sin futuro: la casa".

- Lituma o El Sargento: es uno de los "Inconquistables", nombre con el que se apodan un grupo de mangaches (piuranos del barrio de la Mangachería) vividores, que no tienen ideales ni metas concretas. Lituma parte a la selva, enrolado en la Guardia Civil, pero trabaja solo por cumplir, y la posibilidad de abusar de su cargo le permite la revancha de disponer un pequeño poder. Pero ya de regreso en Piura, no es siquiera capaz de salvar a su mujer, Bonifacia, de la prostitución. Lituma es la debilidad, la casi inexistencia de una existencia gris: el fracaso.

- Fushía: es el aventurero que vive al margen de la ley y que aspira a tener poder y riqueza. Cree que el crimen es el único camino para llegar a donde se propone; pero el puro ímpetu no basta para imponerse sobre los demás, y poco a poco va perdiendo su ilusorio poder. Así, sus actos forjarán su soledad final, agudizada por el aislamiento al que lo condena una rara enfermedad de la piel. Pese a todo, su naturaleza emprendedora hace que su mirada esté siempre puesta en el futuro, pues aún enfermo y solo mantiene algún proyecto: confía en el regreso del que quizás sea su único amigo, Aquilino. "Fushía es el movimiento, lo temporal: el río".

- Bonifacia o “la Selvática”, de origen desconocido. Era de baja de estatura y de ojos verdes. Había nacido entre los aguarunas y criada por el cacique Jum. Niña aún, es capturada por los soldados y llevada al convento de Nieva. Expulsada de allí, se casa con el Sargento Lituma, quien la lleva a Piura. Acaba convertida en una prostituta de la “Casa Verde” (la regentada por La Chunga) y a sus expensas viven Lituma y sus amigos “los inconquistables”.

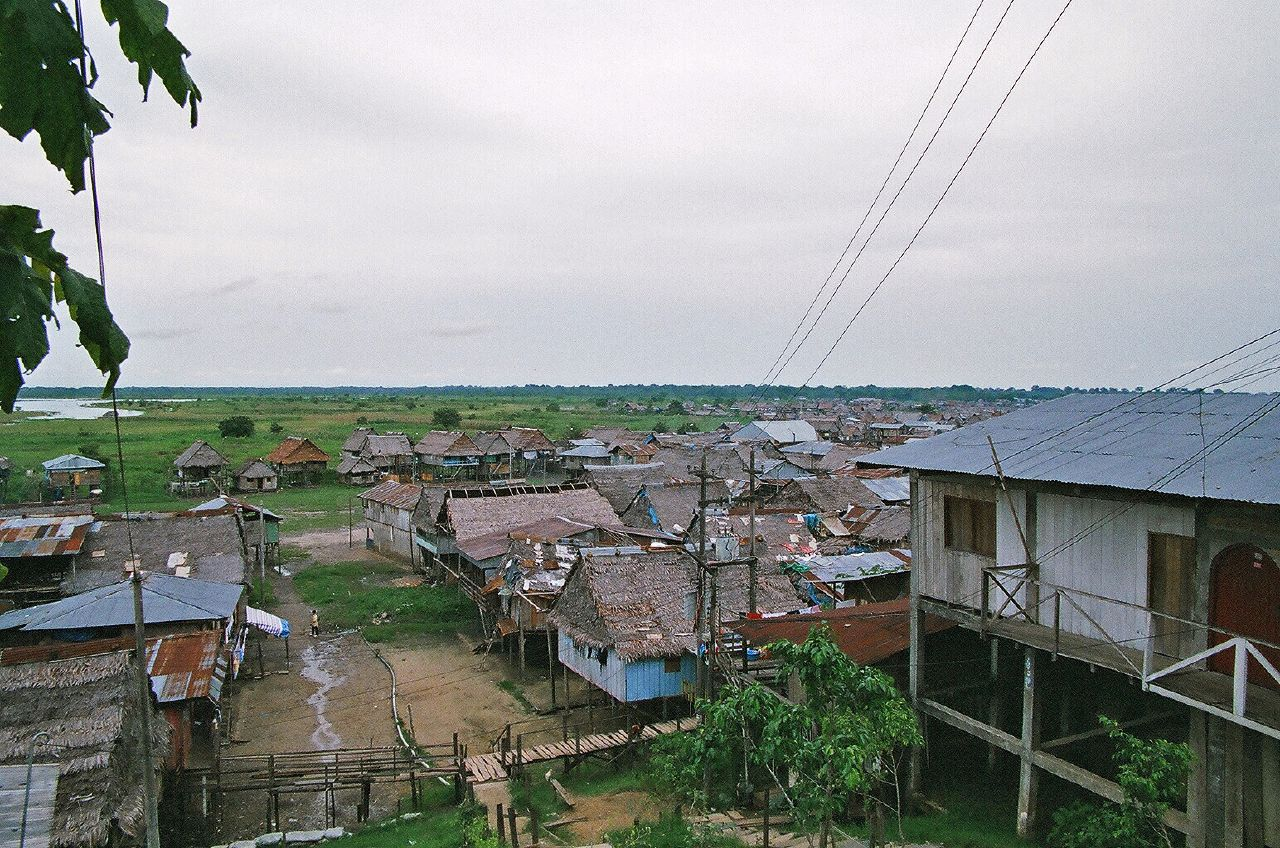
Barrio de Belén, en Iquitos

- Lalita, una mujer iquiteña, del barrio de Belén, muy atractiva, de cabello largo y claro. Muy joven aún, se enamora de Fushía, cuando éste trabajaba en Iquitos como empleado de Julio Reátegui, en el comercio de tabaco. Cuando la policía descubre que este negocio era solo una fachada del tráfico de caucho, Fushía huye y Lalita lo sigue, arribando ambos a una isla del río Santiago, donde llevarán durante mucho tiempo una vida muy dura dedicada al robo y el contrabando. En ese ambiente tienen un hijo, el pequeño Aquilino, pero cansada de los maltratos de Fushía, Lalita se fuga con el práctico Nieves, con quien se instala en Santa María de Nieva y tiene dos hijos. Descubierto y arrestado Nieves, Lalita se casa después con el guardia Huambachano, apodado el Pesado, con quien tiene más hijos.

- El práctico Adrián Nieves, natural de Amazonas. Su trabajo consistía en guiar a los foráneos a través de los ríos y parajes de la selva. Se enrola en la guarnición de Nieva, pero cansado de la dura vida cuartelaria deserta y se interna en una isla del río Santiago, cercano a la frontera con Ecuador, donde lo acoge Fushía, jefe de bandidos. Se traslada luego a Santa María de Nieva, junto con Lalita (la mujer de Fushía) con quien tiene dos hijos. Pero es descubierto por la policía y arrestado, permaneciendo en prisión durante muchos años.

- La Chunga, hija de don Anselmo y de la ciega Toñita, nacida poco antes del incendio de la “Casa Verde”, de la que se salva. Ya mayor, trabaja en el bar de Doroteo, y termina apoderándose del negocio, que prospera bajo su impulso. Funda luego una casa-burdel a la que denomina como la “Casa Verde” en recuerdo del anterior prostíbulo.

### Secundarios
- La ciega Antonia o la Toñita, hija de los esposos Quiroga, unos hacendados que habían sido asesinados por unos bandidos en el camino hacia Piura. Es adoptada por la lavandera Juana Baura, pero don Anselmo la rapta y lo encierra en una habitación, donde la viola, fruto de lo cual nace una niña conocida después como La Chunga.

- La lavandera Juana Baura, una “gallinaza”, es decir, del barrio de la Gallinacera de Piura, que cría a la ciega Antonia y después a la hija de ésta, La Chunguita o La Chunga.

- Angélica Mercedes, cocinera de “La Casa Verde” (la primera) y que luego funda su propia chichería, en la Mangachería.

- La "habitantas" o prostitutas de la "Casa Verde", todas foráneas.

- El doctor Pedro Zevallos, natural de Lima pero establecido en Piura. Amigo de don Anselmo y asiduo concurrente de la “Casa Verde”.

- El español Eusebio Romero, dueño de un almacén en Piura. Otro de los que frecuentan la “Casa Verde”. Se traslada luego a Sullana, donde su negocio prospera.

- Chápiro Seminario, rico hacendado de Piura, famoso por su fuerza y brío. Asiduo visitante de la “Casa Verde” (la primera).

- El padre García, el cura de Piura, severo vigilante de la moral pública. Encabeza a las “personas de bien” en contra del funcionamiento de la “Casa Verde”.

- El camionero Bolas, aficionado a la música, y el Joven Alejandro, un mediocre compositor de baladas, que se juntan con don Anselmo, ya caído en desgracia, para formar una orquesta.

- Josefino Rojas, José y el Mono, amigos y parientes del Sargento Lituma, quienes forman el grupo de los “Inconquistables”, gente maleante y vividora del barrio de la Mangachería, en Piura.

- El hacendado Seminario (sobrino de Chápiro), quien agrede verbalmente al Sargento Lituma en la “Casa Verde” y acepta el reto de la “ruleta rusa”, disparándose un tiro en la cabeza.

- Las religiosas españolas de la misión de Santa María de Nieva: Madre Angélica, Madre Leonor, Madre Griselda (la Superiora). Acogen a niñas nativas en el convento para “civilizarlas”.

- Las tribus amazónicas del alto Marañón: los aguarunas, los huambisas, los shapras, los muratos, los achuales, entre las cuales existen peleas y rivalidades. Son conocidos genéricamente como “chunchos”. Venden bolas de caucho y pieles de animales a los “patrones” pero a cambio reciben pagos irrisorios.

- Jum, cacique aguaruna de la localidad de Urakusa (Alto Marañón), quien azuzado por unos forasteros, exige un pago más justo para el caucho que su tribu vendía a los intermediarios o “patrones” al servicio de Julio Reátegui, uno de los hombres más ricos de la Amazonía. Al ser ignorado, decide organizar una cooperativa para vender el caucho directamente a los comerciantes de Iquitos y así obtener mayores ganancias. Las fuerzas del orden intervienen y capturan a Jum, acusándolo de sedicioso. Enseguida lo torturan y lo cuelgan durante un día en la plaza de Nieva, para luego soltarlo bajo promesa de no volver a azuzar a su gente. Jum no se arredra y cada cierto tiempo retorna a Nieva exigiendo la devolución de las mercancías que el Ejército le había confiscado, así como a la muchacha que le habían arrebatado (la Bonifacia).

- Don Julio Reátegui, hombre de negocios y Gobernador de Santa María de Nieva. Es dueño de múltiples empresas en Iquitos, pero su negocio más rentable es el comercio ilegal del caucho (que estaba prohibido por ser “material estratégico” en los años de la Segunda Guerra Mundial). Recurre al ejército y a la policía para someter a todos aquellos que hacían peligrar su negocio: tanto a los aguarunas sublevados por Jum como a los bandidos encabezados por Fushía.

- Don Fabio Cuesta, socio de Reátegui, a quien sucede en la gobernación de Santa María de Nieva.

- El doctor Portillo, abogado de Reátegui, cuyos pleitos siempre los gana.

- Manuel Águila, Pedro Escabino y Arévalo Benzas, intermediarios de Julio Reátegui en el comercio del caucho con los aguarunas.

- Bonino Reyes y Teófilo Cañas, forasteros que azuzan a los aguarunas a exigir un pago justo por el caucho.

- El Cabo (luego Sargento) Roberto Delgado, perteneciente a las fuerzas militares acantonadas en Borja.

- El Capitán Artemio Quiroga, de la guarnición de Borja.

- El Teniente Cipriano, jefe de la Guardia Civil de Santa María de Nieva, superior del Sargento Lituma.

- Los guardias civiles bajo las órdenes del Sargento Lituma: el Rubio, el Chiquito, el Oscuro y el Pesado, todos limeños. De todos ellos, solo el Pesado (Huambachano), el más lujurioso, decide establecerse definitivamente en la selva, casándose con la Lalita, a quien llena de hijos.

- Aquilino, aguatero de Moyobamba, que es reclutado por Fushía para servirle de ayuda en el comercio con las tribus selváticas. Destaca por la fidelidad que demuestra a su jefe.

- Pantacha, un aventurero, serrano de origen. Es recogido por Aquilino y se suma a la banda de Fushía en la isla del río Santiago.

- El pequeño Aquilino, hijo de Fushía y Lalita, quien nace en la isla del río Santiago.

## Crítica
Mario Vargas Llosa había tenido un enorme e inesperado éxito con su primera novela La ciudad y los perros, en la que novelaba sus experiencias en la Escuela Militar, y abordó esta segunda novela con tiempo y ganas de experimentar. El relato se mueve en tiempos y espacios cambiantes, reales e imaginarios. Su historia, confusa y fragmentaria en principio, se va construyendo conforme avanza la novela, sin que se pierda la claridad, como un enorme rompecabezas que sólo al final se completa. Vargas Llosa aprovechó el recuerdo de sus años en Piura para componer este fresco, utilizando técnicas narrativas vanguardistas e innovadoras.
Ejemplo de su habilidad técnica son las llamadas "narraciones telescópicas": se presentan simultáneamente dos (y hasta tres) diálogos que ocurren en diferentes momentos del tiempo y del espacio. Y a pesar de que pueda parecer complejo, el lector atento no se pierde en este juego artístico, que el autor ha construido no por una mera exhibición de virtuosismo, sino porque la naturaleza misma de la novela exige esta fusión abrumadora de realidades fragmentadas. Ellas van dándonos a conocer el universo total que la novela pretende abarcar, como Luis Loayza apunta: "Lo genial estriba en que esta estructura es necesaria; el autor va graduando sus efectos de tal manera, que mantiene nuestro interés en todo momento y, al terminar la lectura, comprendemos que “La Casa Verde” no podía escribirse de otra manera".